# Aaron Ogden

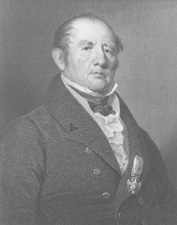
Aaron Ogden

Aaron Ogden (* 3. Dezember 1756 in Elizabeth, Province of New Jersey; † 19. April 1839 in Jersey City, New Jersey) war ein US-amerikanischer Politiker.

## Leben

### Frühes Leben
Der jüngste Sohn von Robert Ogden und Phebe Hatfield erhielt seine akademische Ausbildung an der heutigen Princeton University, an der er 1773 seinen Abschluss erlangte. Danach war er zwei Jahre lang, bis 1775, als Lehrer an einer Grundschule in Barber (New Jersey) tätig.
Ab 1775 kämpfte Ogden als Offizier im Amerikanischen Unabhängigkeitskrieg. Sein um zwei Jahre älterer Bruder Matthias Ogden (1754–1791) war ihm zunächst als Lieutenant-Colonel vorgesetzt. Im Lauf des Krieges wurde Aaron Ogden selbst mehrmals befördert, vom Lieutenant zum Captain bis schließlich in den Rang eines Lieutenant-Colonels. In der Schlacht von Yorktown im Herbst 1781 wurde Ogden verwundet.
Nach dem Krieg begann Ogden ein Studium der Rechtswissenschaft, welches er im Jahr 1784 mit seiner Zulassung als Rechtsanwalt erfolgreich abschließen konnte. Er begann daraufhin in seiner Geburtsstadt Elizabeth als Anwalt zu praktizieren. Im Jahr 1785 wurde er zum Bezirksstaatsanwalt von Essex County ernannt, ein Amt, das Ogden in einem Zeitraum von 18 Jahren, bis 1803, innehatte.

### Politischer Werdegang
Ogden, der Parteimitglied der Föderalisten war, machte erstmals 1796 auf sich aufmerksam, als er einer jener 71 Wahlmänner war, die John Adams zum 2. Präsidenten der Vereinigten Staaten wählten. Doch es sollte noch weitere fünf Jahre dauern, bis er nach dem Rücktritt von US-Senator James Schureman zu dessen Nachfolger in den Senat der Vereinigten Staaten gewählt wurde. Ogden, der sein Amt am 28. Februar 1801 antrat, amtierte zwei Jahre lang, bis 3. März 1803.
Danach zog sich Ogden für knapp ein Jahrzehnt aus der Politik zurück. 1803 wurde er zum Finanzverwalter seiner Universität, der Princeton University gewählt, ein Amt, das Ogden 36 Jahre lang, bis zu dessen Tod, innehatte.
1812 gab Ogden seine Kandidatur für das Amt des Gouverneurs von New Jersey bekannt, und konnte so Joseph Bloomfield mit Erfolg aus dem Amt verdrängen, den Amtsinhaber der Demokratisch-Republikanischen Partei. Der neue Gouverneur trat sein Amt am 29. Oktober 1812 an, hatte es jedoch auf den Tag genau ein Jahr, bis zum 29. Oktober 1813, inne. Nachdem eine Wiederwahl erfolglos geblieben war, kehrte er dem Leben eines Politikers den Rücken. Zuletzt wollte US-Präsident James Madison Ogden im Jahr 1813 noch zum Kriegsminister ernennen, was dieser jedoch ablehnte.

### Unternehmer
Nach seinem Ausscheiden als Politiker gründete Ogden mit seinem Geschäftspartner Daniel Dod eine kleine Reederei von Dampfschiffen, die zwischen Elizabeth und New York City verkehrten. Ogden bekam jedoch schon bald darauf Probleme, da Fulton-Livingston, eine weitere Reederei das Monopol in den Gewässern von New York bekundeten. Auch in New Jersey gab es mit Thomas Gibbons, einen weiteren Reeder, der ebenfalls in New Jersey seine Vormachtstellung in Gefahr sah. Der Fall landete 1824 unter dem Namen Gibbons v. Ogden vor dem Obersten Gerichtshof. Ogden verlor den Fall, da bereits Fulton-Livingston als auch Gibbons bereits vor ihm sich als Reeder etabliert hatten. Infolgedessen ging Ogden Mitte der 1820er Jahre bankrott.
Er zog daraufhin 1829 nach Jersey City, wo er die letzten 10 Jahre seines Lebens verbrachte. Er starb im Alter von 82 Jahren.

### Privatleben
Aaron Ogden war seit dem 27. Oktober 1787 mit Elizabeth Chetwood verheiratet; das Paar hatte sieben Kinder, fünf Töchter und zwei Söhne.
Ogdens Neffe Daniel Haines war als Mitglied der Demokratischen Partei von 1843 bis 1845 und von 1848 bis 1851 ebenfalls Gouverneur von New Jersey.